# Onze-Lieve-Vrouw-ten-Brielkerk

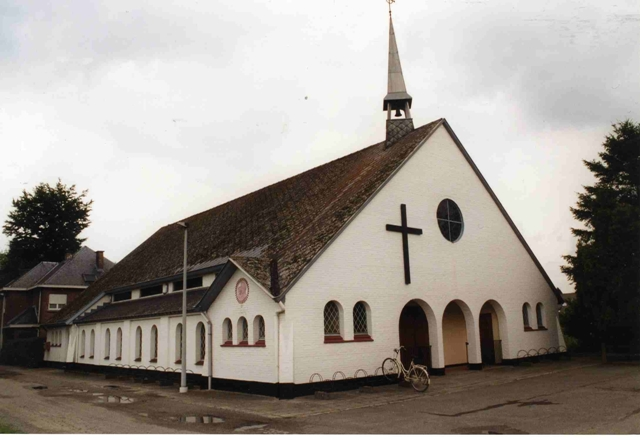
Onze-Lieve-Vrouw-ten-Brielkerk

De Onze-Lieve-Vrouw-ten-Brielkerk is een rooms-katholiek kerkgebouw in de wijk Briel van de tot de Oost-Vlaamse gemeente Dendermonde behorende plaats Baasrode, gelegen aan de Provinciale baan.

## Geschiedenis
Briel is in de vroege middeleeuwen wellicht een zelfstandige parochie geweest, daarna echter niet meer. In 1743 werd melding gemaakt van de -nog bestaande- Brielkapel die zich juist over de gemeentegrens in de gemeente Buggenhout bevindt. Deze hing af van de Sint-Ursmarusparochie te Baasrode. Er bestond behoefte aan een eigen parochie voor Briel. In 1938 werd al een stuk grond aangekocht om een kerk te bouwen. In 1942 werd de parochie, gewijd aan Onze-Lieve-Vrouw-ten-Hemel-Opgenomen, opgericht. De Brielkapel werd voorlopig als noodkerk gebruikt.
In 1949 werd, naar ontwerp van Frans van Severen, een voorlopig kerkgebouw opgericht. Men nam zich voor een definitieve kerk te bouwen en deze kerk tot parochiezaal in te richten, maar zover is het nooit gekomen. Wel werd de -oorspronkelijk eenbeukige- kerk in 1987 vergroot met twee zijbeuken.

## Gebouw
Het witte kerkje heeft een rechthoekige plattegrond. Boven de voorgevel bevindt zich een dakruiter. Het portaal heeft een ingang met drie ronde bogen. Boven de ingang is een rond venster met een glas-in-loodraam van 1981. Het kerkje is wit geschilderd en op de voorgevel is een eenvoudig kruis aangebracht. Voor de kerk staat een Mariabeeld.